# Kanice (district de Brno-Campagne)
Pour les articles homonymes, voir Kanice.
Kanice (en allemand : Kanitz) est une commune du district de Brno-Campagne, dans la région de Moravie-du-Sud, en République tchèque. Sa population s'élevait à 1 031 habitants en 2020.

## Géographie
Kanice se trouve à 11 km au nord-est du centre de Brno et à 188 km à l'est-sud-est de Prague.
La commune est limitée par Řícmanice et Babice nad Svitavou au nord, par Ochoz u Brna à l'est, par Brno au sud-est, au sud et au sud-ouest, et par Bílovice nad Svitavou à l'ouest.

## Histoire
La première mention écrite de la localité date de 1365.